# Albert VII
|  | Per a altres significats, vegeu «Albert VII d'Àustria». |

Albert el Bell o Albert VII de Mecklenburg (25 de juliol del 1486 -7 de gener del 1547) Va governar el ducat en morir son pare el 16 de març del 1507, en indivisió amb els seus germans Enric V i Eric II. Després de la divisió pactada al contracte de Neubrandenburg, un acord privat conclòs el 7 de maig de 1520 va obtenir el «ducat parcial» de Mecklenburg-Güstrow, tot i que la divisió no va ser reconeguda de iure al nivell del Sacre Imperi Romanogermànic.
Va oposar-se a la Reforma Protestant, mentrestant son germà Enric V n'era un promotor. Quan Cristià II de Dinamarca va ser destronat i empresonat quan va provar reconquerir Dinamarca, Albert VII, amb l'ajuda de les ciutats de la lliga hanseàtica de Lübeck, Hamburg i Wismar va adquirir el tron de Cristià II el 8 d'abril del 1835. El seu rival Cristià III va assetjar Copenhaguen per terra i per mar fins que Albert va capitular el 29 de juliol del 1536 en renunciar totes les seves pretensions a la corona danesa. Un tempteig d'adquirir la corona de Suècia en 1542-43 també va fracassar.
A més de les seves ambicions polítiques, durant el seu regne va fomentar la construcció d'un primer tram del Canal de Wallenstein, una baula essencial en la creació d'una ruta comercial navegable interior entre el Wismar al Mar Bàltic, l'Elba i Lüneburg, un vell somni dels comerciants hanseàtics, més curt que la via de mar, que, a més era controlada per Dinamarca, un veí no sempre amic.

## Família

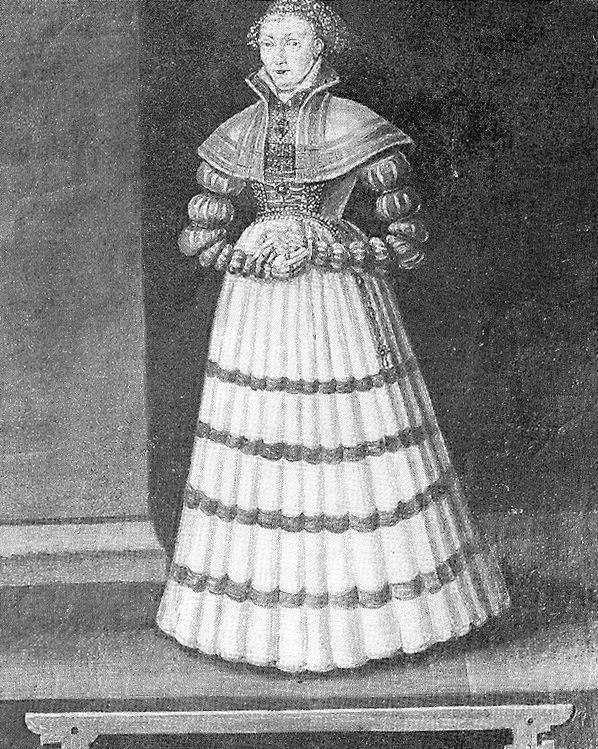
Anna de Brandenburg

Era el tercer fill del duc Magne II de Mecklenburg.
El 17 de gener del 1524 amb la princesa Anna (1507-1567), filla de l'elector de Brandenburg Joaquim I. Tenien deu fills, dels quals quatre van morir poc després de néixer.
- Magne de Mecklenburg (nascut i mort el 1524)
- Joan Albert I, duc de Mecklenburg-Güstrow, i des del 1552 de tot Mecklenburg
- Ulric, duc de Mecklenburg-Güstrow, des del 1592 duc de Mecklemburg
- Jordi de Mecklenburg-Güstrow (1528–1555)
- Anna de Mecklenburg-Güstrow (1533–1602) ∞ Gotthard Kettler, duc de Curlàndia i Semigàlia des del 1566
- Lluís de Mecklenburg (nascut i mort el 1535)
- Joan de Mecklenburg (nascut i mort el 1536)
- Cristòfol de Mecklenburg (1537–1592), administrador de l'església luterana per al Bisbat de Ratzeburg (1554–1592)
- Sofia (nascuda i morta el 1538)
- Carles I (1540-1610)